# Справжні люди
Справжні люди (швед. Äkta människor) — шведський науково-фантастичний драматичний серіал 2012 року, дія якого відбувається в альтернативній версії Швеції найближчого майбутнього, де широко поширені гуманоїдні роботи — робітники та слуги споживчого рівня. Серіал розповідає про емоційний вплив двох сімей, а також про випробування групи роботів, які досягли свободи волі та хочуть звільнитися від людського гніту.
Прем'єра відбулася на SVT1 22 січня 2012 року. Серіал написав Ларс Лундстрьом, а режисерами стали Гаральд Гамрелл і Леван Акін. Станом на 2013 рік серіал був проданий приблизно в 50 країнах, включаючи Австралію, Францію, Німеччину та Південну Корею. Прем'єра другого сезону з десяти епізодів відбулася на SVT1 у жовтні 2013 року. У квітні 2013 року було оголошено, що Ларс Лундстрьом пише сценарій третього сезону, але станом на серпень 2014 року SVT ще офіційно не повідомляв, чи буде серіал продовжено на третій сезон. Станом на листопад 2014  Лундстрьом сказав в інтерв’ю Festival Court Métrange: «Ми запланували третій сезон, ми написали весь план і деякі сценарії, але зараз ми приймаємо рішення, станеться це чи ні, тому що у нас є проблема з фінансуванням. За пару тижнів, максимум місяць, ми знаємо, але, вибачте, я не дуже оптимістично налаштований».

## Сеттинг
Події розгортаються у версії сучасної Швеції, де використання андроїдів є звичним явищем. Андроїди, відомі як хуботи (від слів «людина» (англ. human) та «робот» (англ. robot)), функціонують як слуги, працівники, компаньйони та навіть незаконно як сексуальні партнери, причому різні моделі мають особливі особливості, призначені для їхніх відмінних ролей. У той час як деякі люди сприймають цю нову технологію позитивно, інших вона турбує. Ультраправий політичний рух, «справжні люди», виникає на противагу зазіханню хуботів на людське суспільство. Деякі учасники використовують принизливий термін «Пакмани» для позначення хуботів.
Хуботи зазвичай запрограмовані розпізнавати та слухатися свого власника, а також можуть вивчати навички та отримувати знання, спостерігаючи за людьми. Хуботи почали замінювати людей-працівників у багатьох галузях промисловості, особливо для виконання повторюваних завдань. Незважаючи на те, що вони дуже схожі на людей, їх зазвичай легко впізнати, оскільки вони мають яскраву бездоганну шкіру, блискуче волосся та неприродно яскраві (зазвичай дуже блакитні або дуже зелені) очі. Усі хуботи також мають порт, схожий на USB, на задній частині шиї або в нижній частині спини, який використовується для програмування та передачі даних. Кнопка для ввімкнення або відключення хубота розташована під лівою пахвою, як і стандартний дріт для підзарядки. Хуботам потрібна лише електрика, щоб вижити, і вони повинні регулярно заряджатися, під час чого вони переходять у стан, схожий на сон. Шкіра хуботів на дотик схожа на шкіру людини та підтримує нормальну температуру людського тіла, але під шкірою знаходяться металеві компоненти та синя рідина/мастило, відома як ХубФлюїд (англ. HubFluid).
Хуботи також запрограмовані бути слухняними. Вони підкоряються набору правил, які називаються «протоколами Азімова», які не дозволяють їм завдавати шкоди людям. Однак деякі хуботи були модифіковані поза межами юридичних протоколів, щоб виконувати функції коханців або охоронців. Така практика є незаконною у Швеції, а тих, хто змінює програмування хуботів, називають «домашніми пивоварами». Для розслідування злочинів, пов’язаних з хуботами, створено невелике малофінансоване відділення поліції, відоме як E-HURB. Сексуальні зв'язки людей і хуботів — табу, але це не рідкість, і багато хуботів запрограмовані на обмежену сексуальну активність. Тих, хто вступає в сексуальні стосунки з хуботами, глузливо називають «хубі».
Крім того, хуботи, перепрограмовані оригінальним творцем хуботів Девідом Айшером, почали розвивати почуття, бажання та власні цілі, досягаючи очевидної здатності до вільної волі та незалежності від людей. Їхній код розроблений для інтеграції та балансування різних емоцій одночасно на відміну від коду «одна емоція за раз», який є у стандартних хуботів. Вони все ще часто наївні та іноді не розуміють нюансів складної людської поведінки.

## Персонажі

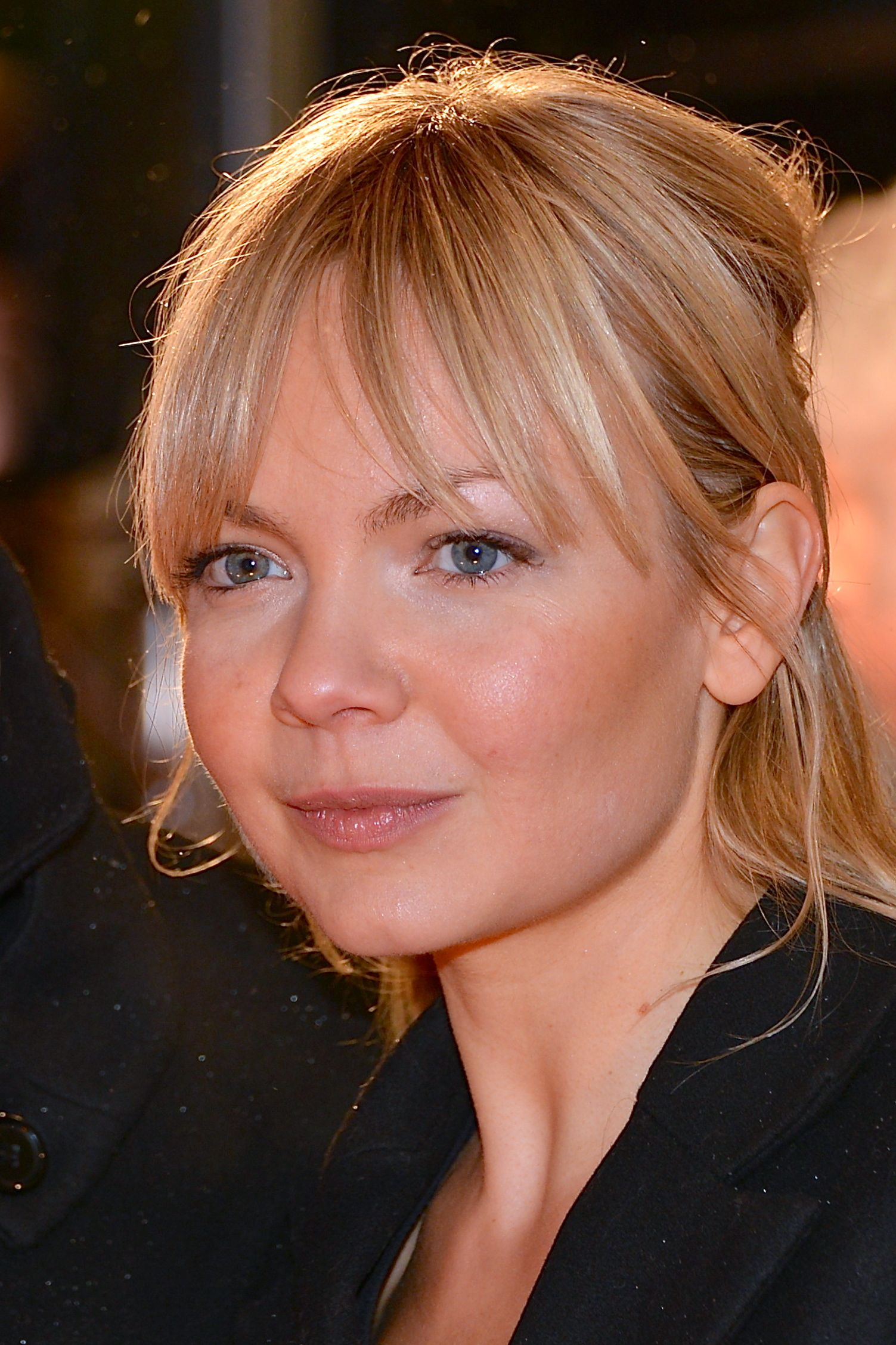
Марі Робертсон, яка грає Беа

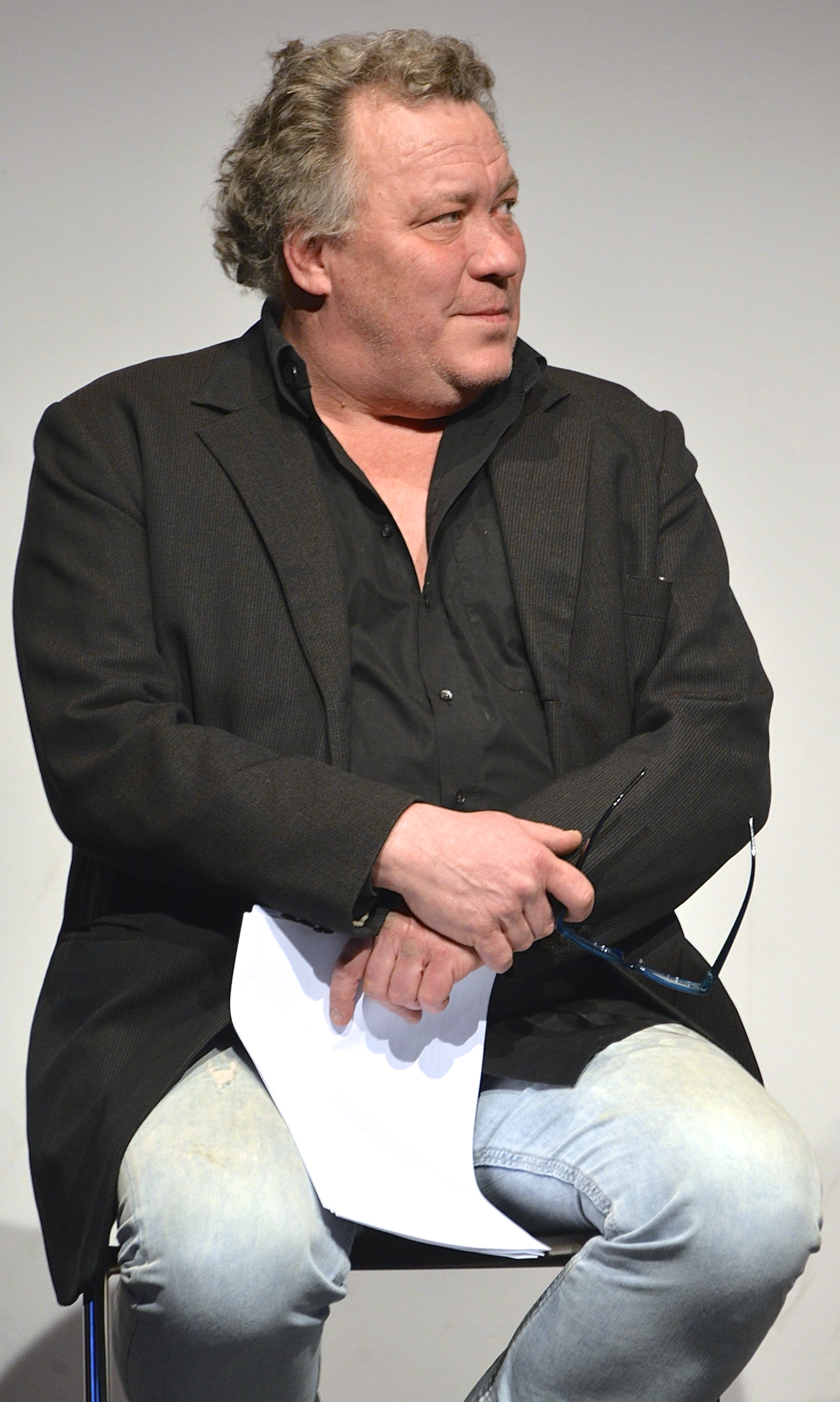
Лейф Андре, який грає Роджера

### Сім'я Енґман
- Піа Галворсен[sv] — Інґер Енґман, мати та юристка
- Юган Польсен[sv] — Ганс Енґман, чоловік Інґер
- Наталі Мінневик[sv] — Матильда Енґман, старша дитина Енґманів, працює в супермаркеті
- Коре Гедебрант[en] — Тобіас «Тоббе» Енґман, учень старшої школи
- Аліне Пальмстерна — Софія Енґман, наймолодша дочка Енґманів
- Стен Ельфстрьом[en] — Леннарт Соллберґ, батько Інґер, живе сам зі своїм товаришем(ами)-хуботом(ами)
- Александер Стокс[sv] — Оді, улюблений компаньйон Леннарта
- Анкі Ларссон[sv] — Віра, менш доброзичливий хубот, призначений піклуватися про здоров’я Леннарта в старості
- Лізетт Паглер[en] — Аніта, хубот, якого Ганс купує для сім’ї; у неї прихована особистість, яку сім'я виявляє.

### Діти Девіда Айшера
- Андреас Вілсон[en] — Лео Айшер, син Девіда (у флешбеках 10-річного Лео грає Ромео Альтера)
- Єва Розе[en] — Ніска, головний помічник-хубот Девіда Айшера, фактичний лідер «вільних» хуботів
- Марі Робертсон[en] — Беатріс «Беа», вільний хубот з минулим, тісно пов’язаним із минулим Лео. Вона видавала себе за людину на ім’я Беатріс Новак, працювала що детективицею з E-HURB, то і активісткою проти хуботів. Виявляється, що вона є версією покійної матері Лео.
- Лізет Пеґлер[en] — Мімі, хубот зі свободою волі, який, здається, відчуває почуття до Лео

- Девід Леннеман[sv] — Фред, хубот із вільною волею
- Андре Сьоберґ[en] — Ґордон, хубот із вільною волею
- Жозефіна Альганко[en], Флеш / Флорентін, хубот із вільною волею; у другому сезоні заводить інтимні стосунки з людиною
- Сонет Спарелл[sv] — Мерилін, хубот із вільною волею

### Сусіди Енґманів
- Лейф Андре[en] — Роджер, сусід Енґманів, чоловік Терези та вітчим Кевіна. Він темпераментний складський працівник, скептично ставиться до хаботів.
- Камілла Ларссон — Тереза, нещасна дружина Роджера, мати Кевіна, прив'язана до свого тренера-хубота. Подруга Інґер. Розлученр з Роджером після жорстокої сварки через Ріка, її чоловіка.
- Фредрік Сільберскі — Кевін, син Терези та активіст-антихубот.
- Йоганнес Ба Кунке[en] — Рік, хубот Терези, який має спеціальне (незаконне) програмування, що дозволяє більше співпереживати та симулювати емоції, ніж більшість хуботів

### Інші головні персонажі

#### Люди
- Томас В. Ґабріельссон[en] — Девід Айшер, батько Лео та програміст, який створив код, що дозволяє хуботам досягти свободи волі. Він помер, і його можна побачити лише у флешбеках.
- Ола Вальстрьом — Уве Голм, чоловік-детектив з E-HURB
- Джиммі Ліндстрьом[sv] — Малте Колйонен, мінливий активіст-антихубот
- Анна Сісе[sv] — Пілар, найкраща подруга Терези, працює в спортзалі
- Монс Натанаельсон[en] — Йонас Боберґ, власник роздрібного магазину хуботів Hubot Market
- Пітер Війтанен[en] — Сайлас, злодій, торговець людьми та незаконний модифікатор хуботів
- Софія Бах[sv] — Оса, пасторка і дружина Єви. Вірить, що хуботи нікому не шкодять.
- Еллен Матссон[en] — Єва, дружина вікарія, не любить хуботів
- Шеблі Ніаварані[en] — Геннінґ, менеджер в юридичній фірмі Інґер Енґман
- Ніклас Ярнегейм — Маґнус, колега Інґер Енґман по юридичній фірмі
- Карін Бертлінг[en] — Ніска Боберґ (у другому сезоні), відчужена мати Джонаса; антитехнологічний відлюдник із зв’язком із Девідом Айшером
- Александр Карім[en] —  Дуґлас Ярмеус, чоловік Флорентіни у другому сезоні
- Ларс-Ерік Беренетт[en] —  Клаес Ярмеус — батько Дуґласа та власник юридичної фірми Інґер
- Еміль Альмен[en] —  Ейнар, експерт із хуботів

#### Хуботи
- Крістофер Ваґелін[sv] — Макс, хубот (модель на всі руки), який допомагає Лео, і якого Лео частково звільнив від обмежень свого програмування
- Ренні Мірро[sv] — Бо, хубот Пілара
- Ден Екдал — Арнольд, хубот Йонаса
- Йонас Мальмше[en] — Лютер, хубот Сайласа і його напарник; хакнутий, щоб працювати в якості охоронця
- Луїза Петергоф[en] —  Клоетт, хубот, яка доглядає за хворою матір'ю Девіда Айшера

Примітка: більшість акторів, які грають хуботів, з’являються в кількох ролях у серіалі (зазвичай не розмовляють) як інші копії тієї самої моделі.

## Епізоди
| Сезон | Епізоди | Епізоди | Оригінальний показ | Оригінальний показ |
| Сезон | Епізоди | Епізоди | Перший показ       | Останній показ     |
| ----- | ------- | ------- | ------------------ | ------------------ |
| 1     | 10      | 10      | 22 січня 2012      | 18 березня 2012    |
| 2     | 10      | 10      | 1 грудня 2013      | 2 лютого 2014      |

## Оцінки та відгуки
Перший сезон програми отримав схвальні відгуки. Чарлі Джейн Андерс з Io9 назвала програму «вражаюче красивою», тривожною та «жахливою». The Australian назвав це «найкращою науковою фантастикою, яка вийшла на малий екран за довгий час».

## Ремейки

### Англомовна адаптація
Права на англомовну версію програми були продані Kudos Film & Television, а права на формат і міжнародне розповсюдження — Shine Limited . Англомовна версія під назвою «Люди» дебютувала у 2015 році на Channel 4 у Великобританії, на AMC у США та Канаді та на ABC в Австралії. Другий сезон вийшов в ефір у жовтні 2016 року. Третій сезон почався в ефірі в травні 2018 року (Великобританія) і червні 2018 року (США). У травні 2019 року Channel 4 оголосив, що серіал скасовано.

### Китайська адаптація
25 липня 2018 року було оголошено, що Роланд Мур буде головним сценаристом китайської версії Humans, створеної Endemol Shine China та Croton Media. Серіал почав транслюватися китайською телекомпанією Tencent 19 лютого 2021 року.